# Walter Minor
Walter Minor je označení pro řadu leteckých motorů vyráběných firmou Walter. 
- Walter Minor 4
- Walter Minor 6
- Walter Minor 12